# Wilhelm-Ernst Gedult von Jungenfeld
Wilhelm-Ernst Arthur Alfred Paul Gedult von Jungenfeld, im Ausland Ernesto (* 7. März 1893 in Berlin; † 9. Februar 1966 in Mexiko-Stadt) war ein deutscher Kriegsliterat und Offizier, zuletzt Oberst der Reserve in der Wehrmacht.

## Leben
Wilhelm-Ernst Gedult von Jungenfeld entstammte dem Adelsgeschlecht derer Gedult von Jungenfeld. Er war ein Sohn des preußischen Oberstleutnants Arnold Maria Giesebert Ferdinand Gedult von Jungenfeld (* 1886) und Maria Theresia, geb. Melchers. Sein älterer Bruder Arnold Joseph Wilhelm Freiherr Gedult von Jungenfeld (1886–1962) wurde später Vorstandsdirektor in der Automobilindustrie.
Jungenfeld wanderte 1912 nach Paraguay aus, um als Farmer tätig zu werden. Wie er 1933 in seinem Buch berichtete, erhielt Jungenfeld später die Möglichkeit in das paraguayische Heer einzutreten und wurde hier bis zum Major befördert, diente dort zuletzt als zweiter Kommandant einer Garnison. Er heiratete eine Einheimische, um seine Einbürgerung zu erreichen. Zu Beginn des Ersten Weltkriegs kehrte er aber doch als Kriegsfreiwilliger nach Deutschland zurück. Über diese Reise schrieb er später zwei Bücher über seine „Flucht“, welche ihn über Amerika nach Deutschland brachte. Er nahm als Offizier am Ersten Weltkrieg teil.
Nach dem Krieg ging er wieder nach Paraguay, wie auch sein anderer Bruder Alexander (* 1887).
Er kam nach Deutschland zurück, um in der Wehrmacht zu kämpfen und hier wurde ihm aufgrund seiner Zeit in Paraguay „Unser Pampas“ als Spitzname gegeben. Im Juni 1940 hatte er als Hauptmann kurzzeitig das Kommando über die II. Abteilung des Panzer-Regiments 35 der 4. Panzer-Division übernommen, als der Abteilungskommandant, Major Schlothane, verwundet worden war. 1941 wurde er als Filialdirektor der Daimler-Benz AG, Verkaufsstelle Chemnitz, und als Kommandeur der II./Panzer-Regiment 35 angegeben. Mit diesem Regiment nahm er am Westfeldzug teil. Von November 1942 bis Juni 1943 war er Kommandeur des Regimentstabs von Jungenfeld der Panzer-Regiment 35 bei der 4. Panzer-Division. Im Juni 1943 übernahm er das aus den Stab von Jungenfeld neu aufgestellte schwere Panzerjäger-Regiment 656 (St. Pölten). Das schlecht ausgestattete Regiment wurde nach Russland in die Region Orel verlegt und nahm am Unternehmen Zitadelle teil. In dieser Position erhielt er am 1. November 1943 das Deutsche Kreuz in Gold verliehen. Ende Februar 1944 gab er das Kommando ab.
Mitte September 1944 war er kurzzeitig Kommandeur einer Kampfgruppe von Jungenfeld, welche in Serbien kämpfte und der Armeeabteilung Serbien unter dem General der Infanterie Hans-Gustav Felber unterstellt war. Hier erfolgte der Einsatz gegen vorrückende Partisanen. Jungenfels war ebenso Militärbefehlshaber Südost, als Nachfolger von Felber, mit dem Befehlsgebiet Nordwestserbien. Anschließend konnte er unter Zuführung weiterer Truppenteile zu seiner Kampfgruppe die in Valjevo eingeschlossene Bataillone befreien. Für die Führung der Kampfgruppe erhielt er am 11. Januar 1945 das Ritterkreuz des Eisernen Kreuzes verliehen.
Von Ende Februar 1945 bis Kriegsende war er als Oberst der Reserve Kommandeur der neu aufgestellten Panzerjagd-Division Weichsel, welche u. a. westlich der Seelower Höhen eingesetzt wurde.
Gedult von Jungenfeld war ab 29. September 1919 mit Hertha, geb. Tschuschke, verheiratet und hatte mit ihr zwei Söhne.

## Werke (Auswahl)
- Aus den Urwäldern Paraguays zur Fahne. Schneider, Buenos Aires, 1917 (u. a. auch ins Schwedische übersetzt)
- Mit leeren Taschen in der Fremde. Auswanderer-Erlebnisse in Südamerika. In: Berliner Illustrierte Zeitung, Jahrgang 41, 1932, mehrere Seite.
- Ein deutsches Schicksal im Urwald. (Ullstein-Kriegsbücher) Ullstein, Berlin, 1933.
- So kämpften Panzer: Erlebnisse eines Panzer-Regiments im Westen. Deutscher Verlag, 1941 (u. a. auch ins Finnische, Schwedische und Ungarische übersetzt)